# Skinnarvik

Skinnarvik är en tidigare by och glasbruk i Kimitoöns kommun (tidigare Dragsfjärd). Idag är Skinnarvik en örlogsbas för Finlands marin.

## Historia
Skinnarvik grundades redan på 1600-talet som ett rusthåll åt svenska armén. På 1700-talet köptes gården loss och blev ett skattehemman. På 1800-talet ägdes Skinnarvik av Gustaf Silfversvan (1819–1888) på Westankärr herrgård. Silfversvan hyrde ut udden Mölnholmen till Robert Stenroth, Wolmar af Heurlin och Johan Örnström som där grundade ett glasbruk. Skinnarviks glasbruk tillverkade till en början flaskor och fönsterglas, men i takt som glasbruket blev känt för sin höga kvalitet började man även producera prydnadsföremål. En bidragande orsak var de nöjeskryssningar som anordnades från Åbo till Skinnarvik.
| ”                                   | Och bland de många lustresor, nuförtiden göras, är owillkorligen den angenämaste dem som hwarje söndag kl. 10 göres af ångaren ”Ahkera” till Skinnarwiks glasbruk i Kimito för blott 3 mark fram och tillbaka. | „ |
| – Åbo underrättelser, 16 juli 1882. | |   |

Produktionen stod på sin höjdpunkt efter Finlands självständighet då man bland annat var Finlands enda tillverkare av U-glas för växthus. Den stora depressionen innebar dock svårigheter för glasbruket. Produktionen lades ner 1932 och 1934 köptes bruket upp av Lahtis glasbruk och avvecklades. I och med att bruket upphörde slutade även det stora bönehuset i Skinnarvik att användes. Det monterade ner 1937–1938 och transporterades till Ekenäs där det fortfarande används som missionskyrka.
År 1968 köptes hela området upp av Finlands försvarsmakt som anlade en örlogsbas där som ett led i att flytta ut marinens verksamhet från Åbo. Basen går idag under namnet ”Kimito depåavdelning” (Kemiön varikko-osasto, KEMVOS).